# Nachal Izim
Nachal Izim (hebrejsky נחל עיזים) je vádí v jižním Izraeli, v centrální části Negevské pouště.
Začíná v pouštní krajině v nadmořské výšce okolo 600 metrů severovýchodně od města Dimona v pohoří Harej Dimona. Směřuje pak k severu. Z východu míjí beduínské město Ar'ara ba-Negev, zprava přijímá vádí Nachal Cemer a podchází těleso dálnice číslo 80. Zprava ústí do vádí Nachal Adarim.